# Helene Liliendahl Brydensholt
Helene Liliendahl Brydensholt (født 8. august 1987 i Roskilde) er en dansk politiker for det grønne parti Alternativet.
Ved Folketingsvalget 2022 blev hun valgt for Alternativet i Nordsjællands Storkreds med 1.183 personlige stemmer.

## Politisk karriere
Helene Liliendahl Brydensholt er forperson for Alternativets folketingsgruppe. Brydensholts mærkesager er inden for integrations- og flygtningepolitik, grøn klimapolitik samt børne- og undervisningsområdet.
Frem til december 2024 var hun næstformand for Folketingets indfødsretsudvalg, men trak sig i protest mod flertallets beslutning om at gennemføre såkaldte sindelagssamtaler med tre personer, der har ansøgt om dansk statsborgerskab. Personerne havde ifølge flertallet ytret sig uheldigt offentligt.

## Baggrund
Helene Liliendahl Brydensholt bor i Helsingør og har en kandidatuddannelse i antropologi fra Københavns Universitet (2015).
Før og under Folketingsvalget 2022 besad hun en stilling som kommunikationschef ved Ecouture, en designvirksomhed, der producerer tøj. Privat er hun medmor til 2 børn med sin partner.